# 好塩菌
好塩菌（こうえんきん）とは、至適増殖に0.2 mol/dm3以上のNaCl濃度を要求する原核生物である。

## 範疇
至適増殖NaCl濃度の違いによって、以下4つの範疇に分けられる。ただし、この分け方はあくまで至適増殖NaCl濃度に基づいたものであり、自然環境中においては海洋細菌が淡水系で分離されるなど、数多くの例外が存在する。
- 非好塩菌…0-0.2 mol/dm3：ほとんどの土壌細菌が該当する。
- 低度好塩菌…0.2-0.5 mol/dm3：海洋細菌の多くが該当する。
- 中度好塩菌…0.5-2.5 mol/dm3：様々な含塩試料から分離される細菌が該当する。
- 高度好塩菌…2.5-5.2 mol/dm3：大半が高度好塩性古細菌に占められる（高度好塩古細菌のみを高度好塩菌とすることもある）。

高度好塩菌とされる生物には
- 古細菌
  - ハロバクテリウム綱の古細菌（狭義の高度好塩菌。30属以上が含まれる）
  - Methanohalbium evestigatum（メタン菌の一種）
  - "Nanohaloarchaea"（未培養のユリアーキオータ）
- 真正細菌
  - Actinopolyspora halophila
  - Ecthiorhodosphira halophila
  - Halobacteroides halobius
  - Salinibacter ruber

などがいる。
また、以下の分別法も提唱されている。
- 嫌塩菌…培地に塩を添加すると増殖が抑制される。（例：Escherichia coli、和名・大腸菌)
- 耐塩菌…塩による抑制が弱く、10-20%の塩にも耐える。
- 好塩菌…塩を好む、塩の在る方が好きな菌。生理的食塩水程度の微量の塩で増殖するが、塩の添加により増殖が抑制される。（例：Vibrio parahaemolyticus、和名・腸炎ビブリオ)
- 高度好塩菌…高濃度の塩を好む菌。微量の塩でも増殖するが、10%程度以上の塩存在下で最適に増殖する。（例：Bacillus saliphilus、和名・バシラス属)
- 嗜塩菌…塩に依存する菌。微量の塩では増殖せず、少なくとも海水塩濃度(3-3.5%)以上の塩を要求する。（例：Kushneria indalinina）
- 極度嗜塩菌…塩中毒、塩耽溺菌とも。嗜塩菌の中でも特に塩依存度が強く、増殖に10%程度以上の高濃度の塩の添加を要求する。それ以下の濃度では瞬時に死滅するものが多い。（例：Natronobacterium gregoryi)